# Вешшеленьи, Ференц
Ференц Вешшеленьи (венг. Ferenc Wesselényi ; 1605, Банска-Быстрица — 27 марта 1667, Словенска Люпча) — граф, венгерский военачальник и палатин Венгерского королевства .

## Биография
Представитель знатной протестантской семьи из Нограда. Родился в семье Иштвана Вешшеленьи, советника императорского двора Фердинанда II.
Учился в иезуитской коллегии в г. Трнава, где принял католичество. Обладая огромной физической силой и буйным характером, решил заняться военной карьерой.
В молодости с армией Священной Римской империи Фердинанда III участвовал в нескольких сражениях против турок-османов.
Во главе венгерского отряда помогал королю польскому и великому князю литовскому Владиславу IV в Смоленской войне против русских. За активные действия был пожалован польским шляхетством и ценными дарами.
Весной 1627 командовал кавалерией Нограда, разгромившей турецкую армию, осаждающую замок в Шуранах. Там познакомился с дочерью коменданта замка Томаша Босняка, молодой и красивой вдовой Софьей, известной в народе как Муранская Венера, на которой женился в 1629 году и переехал с женой в более безопасное место, замок Стречно, который получил от короля Венгрии в качестве свадебного подарка. В 1630 у них родился сын Адам, а в 1633 — второй сын Ладислав. Любовь этой пары, богатая многими неожиданными поворотами, позже стал предметом многих легенд и литературных произведений.
Был возведен в графское достоинство Священной Римской империи и назначен комендантом замка Филяковский Град в Фулаке.
В 1644 году он с помощью своей будущей третьей жены Марии Чешки захватил Муранский замок. Узнав об этом, король Фердинанд оставил ему замки Мурань и Болг.
Узнав о супружеской неверности мужа с Марией Чешкой, его вторая жена, Софья Босняк, вскоре заболела и умерла в возрасте 35 лет.
В 1647 году он был назначен главным военачальником Верхней Венгрии (ныне Словакия). Воевал против шведов, а позже против князя Дьёрдя I Ракоци из Трансильвании.
15 марта 1655 Ференц Вешшеленьи был избран палатином Венгерского королевства в Братиславе. В этом качестве он присутствовал на коронации Леопольда I.
В 1660 году стал жупаном Гемера и Пешта.
В 1662 году принимал активное участие в политических дебатах по протестантским вопросам, выступая на стороне протестантской знати. В 1663 году воевал против турок.
В 1665 году присоединился к заговорщикам против императора, но умер до того, как заговор был обнаружен.
Его вдова был интернирована в Вену, а все его владения — конфискованы.

## Награды
В 1662 году был награждён испанским орденом Золотого Руна.